# Clasificación para la Copa Mundial de Fútbol de 1982
Un total de 109 equipos participaron en la fase de Clasificación para la Copa Mundial de Fútbol de 1982. Compitieron por una de las 24 plazas en el torneo final, un aumento de 8 cupos en relación con el torneo anterior. España, en calidad de anfitriones, y Argentina, como los campeones defensores, clasificaron automáticamente, dejando 22 plazas disponibles.
Las 24 plazas para el Mundial de 1982 fueron distribuidas de la siguiente manera:
- Europa (UEFA): 14 plazas, una de ellas fue automáticamente para España, mientras que las otras 13 fueron disputadas por 33 países (incluido Israel).
- Sudamérica (CONMEBOL): 4 plazas, una de ellas fue automáticamente para Argentina, mientras que las otras 3 fueron disputadas por 9 equipos.
- América del Norte y Central y el Caribe (CONCACAF): 2 plazas, disputadas por 15 equipos.
- África (CAF): 2 plazas, disputadas por 29 equipos.
- Asia (AFC) y Oceanía (OFC): 2 plazas, disputadas por 21 equipos.

Un total de 103 equipos jugaron por lo menos un partido clasificatorio. Se jugaron un total de 306 partidos clasificatorios, y se anotaron 797 goles (un promedio de 2.60 por partido).

## Zonas Continentales

### UEFA (Europa)
Grupo 1 - Alemania Federal y Austria clasificaron.
Grupo 2 - Bélgica y Francia  clasificaron.
Grupo 3 - Unión Soviética y Checoslovaquia clasificaron.
Grupo 4 - Hungría e Inglaterra clasificaron.
Grupo 5 - Yugoslavia e Italia clasificaron.
Grupo 6 - Escocia e Irlanda del Norte clasificaron.
Grupo 7 - Polonia clasificó.

### Conmebol (Sudamérica)
Grupo 1 - Brasil clasificó.
Grupo 2 - Perú clasificó.
Grupo 3 - Chile clasificó.

### Concacaf (América del Norte, Central y Caribe)
Honduras y El Salvador clasificaron.

### CAF (África)
Argelia y Camerún clasificaron.

### AFC Y OFC (Asia y Oceanía)
Kuwait y Nueva Zelanda clasificaron.

## Equipos clasificados
| N.º | Equipo            | Detalle                                                   | Fecha de clasificación  | Part. | Cons. | Última | Mejor presentación                           |
| --- | ----------------- | --------------------------------------------------------- | ----------------------- | ----- | ----- | ------ | -------------------------------------------- |
| 1   | España            | Anfitrión                                                 | 6 de junio de 1966      | 6     | 2     | 1978   | Cuarto lugar (1950)                          |
| 2   | Argentina         | Campeón de la Copa Mundial de Fútbol de 1978              | 25 de junio de 1978     | 8     | 3     | 1978   | Campeón (1978)                               |
| 3   | Brasil            | Ganador del Grupo 1 de la Clasificación de Conmebol       | 22 de marzo de 1981     | 12    | 12    | 1978   | Campeón (1958, 1962, 1970)                   |
| 4   | Chile             | Ganador del Grupo 3 de la Clasificación de Conmebol       | 14 de junio de 1981     | 6     | 1     | 1974   | Tercer lugar (1962)                          |
| 5   | Perú              | Ganador del Grupo 2 de la Clasificación de Conmebol       | 6 de septiembre de 1981 | 4     | 2     | 1978   | Cuartos de final (1970, 1978)                |
| 6   | Polonia           | 1° del Grupo 7 de la Clasificación de UEFA                | 10 de octubre de 1981   | 4     | 3     | 1978   | Tercer lugar (1974)                          |
| 7   | Alemania Federal  | 1° del Grupo 1 de la Clasificación de UEFA                | 14 de octubre de 1981   | 10    | 8     | 1978   | Campeón (1954, 1974)                         |
| 8   | Bélgica           | 1° del Grupo 2 de la Clasificación de UEFA                | 14 de octubre de 1981   | 6     | 1     | 1970   | Primera ronda (1930, 1934, 1938, 1954, 1970) |
| 9   | Escocia           | 1° del Grupo 6 de la Clasificación de UEFA                | 14 de octubre de 1981   | 5     | 3     | 1978   | Primera ronda (1954, 1958, 1974, 1978)       |
| 10  | Yugoslavia        | 1° del Grupo 5 de la Clasificación de UEFA                | 17 de octubre de 1981   | 7     | 1     | 1974   | Cuarto lugar (1930, 1962)                    |
| 11  | Argelia           | Ganador de la Cuarta ronda de la CAF                      | 30 de octubre de 1981   | 1     | 1     | Debut  | Sin participaciones previas                  |
| 12  | Hungría           | 1° del Grupo 4 de la Clasificación de UEFA                | 31 de octubre de 1981   | 8     | 2     | 1978   | Subcampeón (1938, 1954)                      |
| 13  | Italia            | 2° del Grupo 5 de la Clasificación de UEFA                | 14 de noviembre de 1981 | 10    | 6     | 1978   | Campeón (1934, 1938)                         |
| 14  | Honduras          | 1° del Hexagonal final de la Concacaf                     | 16 de noviembre de 1981 | 1     | 1     | Debut  | Sin participaciones previas                  |
| 15  | Unión Soviética   | 1° del Grupo 3 de la Clasificación de UEFA                | 18 de noviembre de 1981 | 5     | 1     | 1970   | Cuarto lugar (1966)                          |
| 16  | Inglaterra        | 2° del Grupo 4 de la Clasificación de UEFA                | 18 de noviembre de 1981 | 7     | 1     | 1970   | Campeón (1966)                               |
| 17  | Irlanda del Norte | 2° del Grupo 6 de la Clasificación de UEFA                | 18 de noviembre de 1981 | 2     | 1     | 1958   | Cuartos de final (1958)                      |
| 18  | Austria           | 2° del Grupo 1 de la Clasificación de UEFA                | 22 de noviembre de 1981 | 5     | 2     | 1978   | Tercer lugar (1954)                          |
| 19  | El Salvador       | 2° del Hexagonal final de la Concacaf                     | 22 de noviembre de 1981 | 2     | 2     | 1970   | Primera ronda (1970)                         |
| 20  | Checoslovaquia    | 2° del Grupo 3 de la Clasificación de UEFA                | 29 de noviembre de 1981 | 7     | 1     | 1970   | Subcampeón (1934, 1962)                      |
| 21  | Camerún           | Ganador de la Cuarta ronda de la CAF                      | 29 de noviembre de 1981 | 1     | 1     | Debut  | Sin participaciones previas                  |
| 22  | Francia           | 2° del Grupo 2 de la Clasificación de UEFA                | 5 de diciembre de 1981  | 8     | 2     | 1978   | Tercer lugar (1958)                          |
| 23  | Kuwait            | Ganador del Cuadrangular final de AFC y OFC               | 14 de diciembre de 1981 | 1     | 1     | Debut  | Sin participaciones previas                  |
| 24  | Nueva Zelanda     | Ganador del desempate del Cuadrangular final de AFC y OFC | 10 de enero de 1982     | 1     | 1     | Debut  | Sin participaciones previas                  |